# Zarzetka
Zarzetka – wieś w Polsce położona w województwie mazowieckim, w powiecie węgrowskim, w gminie Sadowne. Ma status sołectwa.
| SIMC    | Nazwa     | Rodzaj    |
| ------- | --------- | --------- |
| 0686167 | Lipieniec | część wsi |

Wieś położona jest w zachodniej części gminy Sadowne. Rozciąga się wzdłuż rzeki Bojewki na długości 2,5 km. Nazwa wsi pojawiła się po raz pierwszy w 1836. Wcześniej osada ta stanowiła część Rażen jako Rażny-Zarzetka. W dawnych czasach występowały tu nieprzebyte lasy, zarośla i jeziora. W latach 1958–59 w Zarzetce przeprowadzono meliorację gruntów, co stworzyło korzystne warunki do rozwoju rolnictwa. Tam gdzie dawniej występowały mokradła powstały uprawne pola. W 1961 gromadę Zarzetka włączono do gromady Sadowne, a wieś zelektryfikowano. W 1974 uruchomiono linię autobusową Łochów-Zarzetka, a w 1975 przedłużono ją do Sadownego. 
Wierni kościoła rzymskokatolickiego należą do parafii św. Jana Chrzciciela w Sadownem. W 1983 wybudowano we wsi kaplicę mszalną. Postawiono ją na dziewięcio arowym placu kupionym od Mirosława i Aliny Gałązków oraz Stanisława i Reginy Karczmarczyków.
W latach 1975–1998 miejscowość administracyjnie należała do województwa siedleckiego.